# Muwashshah

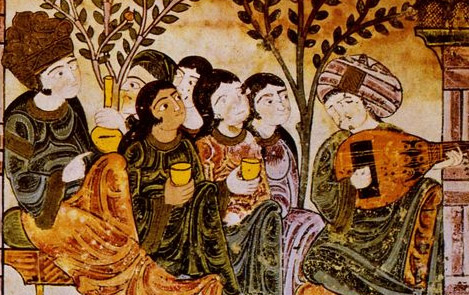
Hadîth Bayâd wa Riyâd - Scena del giardino

Muwashshah (in arabo موشح‎?, traslitterato: muwaššaḥ; significa letteralmente "cinto, circondato"; plurale موشحات‎ muwāšaḥaāt oppure تواشيح‎ tawāšīḥ) è sia il nome di una forma poetica araba che di un genere musicale secolare. La forma poetica consiste in una poesia strofica in versi a più righe scritta in arabo classico, di solito composta da cinque stanze, alternata a un ritornello con una rima corrente. Era consuetudine aprirsi con una o due linee che corrispondessero alla seconda parte della poesia nella rima e nel metro; in Nordafrica i poeti ignorano le rigide regole del metro arabo mentre i poeti in Oriente le seguono. L'omonimo genere musicale usa i testi muwaššaḥ come versi, sempre in arabo classico. Questa tradizione può assumere due forme: il waṣla di Aleppo e l'andaluso nubah della parte occidentale del mondo arabo. La kharja è la strofa finale di un muwaššaḥ, di cui alcuni sono nella lingua mozarabica e quindi il primo attestato di un linguaggio ibero-romanzo ed i primi esempi scritti della lingua castigliana.

## La forma poetica
Esempi di poesie muwaššaḥ iniziano ad apparire già nel IX o nel X secolo. Si ritiene che il pieno senso della parola derivi dalla parola siriaca mušaḥta (ܡܘܫܚܬܐ) che significa "ritmo" o "un verso di salmo". Si pensa che i primi muwaššaḥs nel Levante siano stati pesantemente influenzati dalla musica sacra siriaca anche nel memorizzare i ritornelli in siriaco. Alcuni lo collegano alla parola che indica un tipo di cintura ornamentale a doppia fascia, la wišaḥ. L'idea di fondo è che, poiché esiste una sola rima che attraversa il ritornello di ogni stanza, le stanze sono come oggetti appesi a una cintura.

## Il genere musicale
Musicalmente il gruppo è composto da oud (liuto), kamanja (violino a punta), qanun (una cetra a scatola), darabukkah (tamburo a calice) e daf (tamburello): i musicisti di questi strumenti spesso raddoppiano come in un coro. Il solista esegue solo alcune righe scelte del testo selezionato. Ad Aleppo vengono utilizzate più righe di maqam (scale) e fino a tre awzān (ritmi) e durante la sezione B era possibile la modulazione al vicino maqamat. Fino alla modernizzazione era tipico presentare un waslah completo, o fino a otto muwaššaḥ successivi, compresa un'introduzione strumentale (sama'i o bashraf). Avrebbe potuto terminare con un longa.
Probabilmente il Muwashshah più famoso ancora suonato nel mondo arabo oggi è Jadaka Al Ghayth, che è stato eseguito da musicisti famosi come Sabah Fakhri e Fairuz.